# Netřebská slaniska
Přírodní památka Netřebská slaniska byla vyhlášena v roce 1987 a nachází se u obce Úžice. Důvodem ochrany jsou přirozená slaninomilná společenstva s výskytem solenky Valerandovy (Samolus valerandi).

## Popis oblasti
Chráněné území leží v úzkém pruhu podél železniční trati Neratovice – Kralupy nad Vltavou mezi zastávkami Chlumín a Netřeba. Z druhé strany na něj navazuje pole, což je důvodem smyvu živin a pesticidů, které chráněné území ohrožuje. Ještě v 90. letech 20. století zde byla potvrzena kriticky ohrožená solenka Valerandova (Samolus valerandi). Není prokázán výskyt v ČR kriticky ohrožených druhů zeměžluč přímořská slatinná, skřípinec poléhavý (Schoenoplectus supinus) a kuřinka solná (Spergularia salina), z minulosti zde však jejich výskyt prokázán byl. Z dalších rostlin zde najdeme například hadí mord maloúborný (Scorzonera parviflora), sítina článkovaná (Juncus articulatus), ostřice oddálená (Carex distans), bařička bahenní (Triglochin palustris).  Z fauny zde najdeme například střevlíka (Dyschiriodes chalceus), motáka pochop (Circus aeruginosus), bažanti (Phasianinae), pěnice (Sylviidae) a ťuhýk obecný (Lanius collurio).